# Rho Cassiopeiae
Rho Cassiopeiae (ρ Cas / 7 Cassiopeiae / HD 224014) es una estrella hipergigante en la constelación de Casiopea. Está situada al suroeste de Caph (β Cassiopeiae), al noroeste de Schedar (α Cassiopeiae) y al este de M52 y NGC 7635. Se encuentra muy alejada, a unos 10 000 años luz del sistema solar, pero a pesar de la distancia es visible a simple vista.

## Características físicas
Rho Cassiopeiae es una hipergigante amarilla de tipo espectral G2Ia. Esta clase de estrellas son objetos particularmente raros de los que sólo hay siete conocidos en la Vía Láctea. Con una temperatura superficial de 7300 K, la luminosidad de Rho Cassiopeiae, la mayor parte como luz visible, es de 550 000 soles. Su radio, unas 750 veces mayor que el del Sol, equivale a 7 UA. Situando como centro nuestro sistema solar, los cuatro primeros planetas hasta Marte incluida la Tierra, quedarían englobados dentro de esta estrella. Es una de las estrellas conocidas de mayor tamaño.

## Variabilidad
Rho Cassiopeiae es una estrella de luminosidad variable. Su variabilidad no es bien conocida y es considerada una variable irregular o semirregular. Su magnitud aparente habitual es +4,52, pero en 1946 bajó hasta magnitud 6. Lo mismo ocurrió en 2000-2001, cuando produjo uno de los mayores estallidos conocidos, expulsando un 3% de la masa solar, el equivalente a 10 000 veces la masa de la Tierra. Parece que sufre estas erupciones cada 50 años aproximadamente —datos previos sugieren erupciones en 1893 y 1945—. Cuando cambia su luminosidad, también su tipo espectral varía entre F8 y K5, aunque en 1946 llegó a M5.
Tras la erupción de 2000, la atmósfera de la estrella ha estado pulsando de forma extraña. Sus capas exteriores parecen estar colapsando de nuevo, como ocurrió antes de su último estallido. Los astrónomos piensan que una erupción aún mayor puede ser inminente. De hecho, se espera que explote como supernova en un futuro cercano.